# Optimistic (пісня)
«Optimistic» — пісня англійського рок-гурту Radiohead з їхнього четвертого студійного альбому Kid A. Вона була спродюсована гуртом зі продюсером Найджелом Ґодрічем і була випущена як промо-сингл у США та Європі, а також отримала ротацію на радіо.

## Композиція
За словами вокаліста Тома Йорка, вони з гітаристом Radiohead Джонні Ґрінвудом написали «Optimistic» у 1998 році під час подорожі пустелею. Приспів «Try the best you can / The best you can is good enough» був запевненням партнерки Йорка, Рейчел Оуен, коли він був розчарований ходом запису альбому Radiohead. Ейпріл Клер Велш з NME інтерпретувала цей рядок, разом з «flies are buzzing around my head / vultures circling the dead», як можливий коментар до тиску слави. Текст пісні був описаний як можливо іронічний.
Роб Шеффілд з Rolling Stone описав «Optimistic» як «явну данину поваги» альбому R.E.M. Automatic for the People 1992 року зі схожими вокальними ритмами. В іншій статті Шеффілд порівняв гук з гуртом Blind Faith. Критики відзначили схожість «Optimistic» з рок-звучанням Radiohead, тоді як інші пісні Kid A відрізнялися від нього.

## Відгуки критиків
Сем Кемп з журналу Far Out помістив «Optimistic» на останнє місце у списку пісень Kid A, сказавши, що, хоча вона є найбільш прямолінійною з них, у ній «просто немає того чудового відчуття незнайомства, яке визначає так багато треків на решті альбому».
Автори Consequence of Sound назвали її 30-ю найкращою піснею Radiohead і сказали, що це «найбільш „радіохедівська“ пісня на альбомі» і що вона «не найкраще представляє пісні, які її оточують». PopMatters поставили її на 6-те місце серед найкращих треків Kid A, заявивши, що вона «досить легко наближається до звичайної рок-пісні, оскільки є єдиною піснею на альбомі, де переважає гітара».
Марк Хоган з Vulture сказав, що «Optimistic» «привернув додаткову увагу в той час тим, що був рідкісним рок-орієнтованим треком на батьківщині Aphex Twin і Autechre. Якщо решта Kid A прагнула розширити межі слухачів Radiohead, то „Optimistic“ був способом групи показати, що вона вже може робити в межах старих кордонів». Він поставив пісню на 21 місце серед найкращих у гурту. Ейпріл Клер Велш з NME сказала, що це «ймовірно, найбільш схожий на трек з The Bends, який Kid A може запропонувати», поставивши його на 5-е місце на альбомі.
Кріс ДеВілль зі Stereogum висловив думку, що «Optimistic» — «ймовірно, найбільш недооцінена пісня в дискографії Radiohead». Вона увійшла до збірки Radiohead: The Best Of (2008) та Kid A Mnesia (2021).

## Персоналії

### Radiohead
- Колін Ґрінвуд
- Джонні Ґрінвуд
- Ед О'Браєн
- Філіп Селвей
- Том Йорк

Додатковий персонал
- Найджел Ґодріч — продюсування, звукоінженер, зведення
- Жерар Наварро — асистент продюсування, додатковий звукоінженер
- Ґрем Стюарт — додатковий звукоінженер